# 永昌路
永昌路（えいしょうろ）は、中国にかつて存在した路。モンゴル帝国および大元ウルスの時代に現在の甘粛省永昌県・武威市一帯に設置された。モンゴル時代初期は西涼府と呼ばれてオゴデイ系コデン家の投下領とされたが、コデン王家が永昌に宮殿を築いたために「永昌路」の名で知られるようになった。

## 歴史
唐代の涼州を前身とする。唐代以後、涼州は長らく西夏国の領土であったが、1227年のチンギス・カンによる西夏国征服によってモンゴル帝国の領土となった。同年、西夏国の領土の内、沙州が長男ジョチ家のバトゥに、山丹が次男チャガタイに、西涼が三男オゴデイに、それぞれチンギス・カンによって分封された。ジョチ・チャガタイ・オゴデイ（西道諸王と総称される）にはこれ以前からモンゴル高原西部一帯、山西地方（平陽路・太原路・西京路）の領民（アイマグ＝投下）が均等に分配されており、沙州・山丹・西涼の分配もこれらと同様に「各王家均等」の原則に則って分割相続された領土であった。その後、オゴデイが第2代皇帝として即位すると、この西涼領を息子のコデンに与え、旧西夏国領を中心とするコデン・ウルスが成立した。
1272年（至元9年）、コデン家当主ジビク・テムルによって新城が築かれ、「永昌府」と名付けられた。その後、1278年（至元15年）には府から路に昇格となって永昌路となり、逆に西涼府が西涼州に降格となって永昌路に属した。
朱元璋による明朝の建国後、永昌路には永昌衛が設置された。

## 管轄州
- 西涼州[5]